# Pic de Boliera
El Pic de Boliera és una muntanya de 1.934 metres que es troba entre els municipis d'Espot i de la Guingueta d'Àneu, a la comarca del Pallars Sobirà.